# (10639) Gleason
(10639) Gleason est un astéroïde de la ceinture principale.

## Description
(10639) Gleason est un astéroïde de la ceinture principale. Il fut découvert le 14 novembre 1998 à Kitt Peak par le projet Spacewatch. Il présente une orbite caractérisée par un demi-grand axe de 2,20 UA, une excentricité de 0,16 et une inclinaison de 2,8° par rapport à l'écliptique.

## Compléments